# Raïon de Salihorsk
Le raïon de Salihorsk (en biélorusse : Салігорскі раён, Salihorski raïon) ou raïon de Soligorsk (en russe : Солигорский район, Soligorski raïon) est une subdivision de la voblast de Minsk, en Biélorussie. Son centre administratif est la ville de Salihorsk.

## Géographie
Le raïon couvre une superficie de 2 489 km2, dans le sud de la voblast. Il est limité au nord par le raïon de Kapyl et le raïon de Sloutsk, à l'est par le raïon de Liouban, au sud par la voblast de Homiel (raïon de Jytkavitchy) et à l'ouest par la voblast de Brest (raïon de Louninets et raïon de Hantsavitchy) et le raïon de Kletsk.

## Histoire
Le raïon a été créé le 17 juillet 1924 sous le nom de raïon de Starobine (en biélorusse : Старобін), du nom de son centre administratif. En 1965, le centre du raïon fut transféré dans la ville nouvelle de Salihorsk, entraînant le changement de nom du raïon.

## Population

### Démographie
Les résultats des recensements de la population (*) font apparaître une croissance jusqu'aux années 1990. Le déclin démographique a commencé dans les premières années du XXIe siècle :
Recensements (*) ou estimations de la population :
| 1959*  | 1970*   | 1979*   | 1989*   | 1999*   | 2009*   |
| ------ | ------- | ------- | ------- | ------- | ------- |
| 62 504 | 103 660 | 124 891 | 140 949 | 143 546 | 136 145 |

### Nationalités
Selon les résultats du recensement de 2009, la population du raïon se composait de trois nationalités principales :
- 88,87 % de Biélorusses ;
- 7,08 % de Russes ;
- 1,0 % d'Ukrainiens.

### Langues
En 2009, la langue maternelle était le biélorusse pour 62,5 % des habitants du raïon de Salihorsk et le russe pour 32,4 %. Le biélorusse était parlé à la maison par 27,6 % de la population et le russe par 64,1 %.